# Józef Orlikowski
Józef Orlikowski (ur. w 1793 w Błędowie, powiat lipowiecki na Podolu, zm. 23 maja 1831 pod Majdankiem) – polski oficer, uczestnik powstania listopadowego na Podolu. 

## Życiorys
Był synem Michała i Franciszki Marszewskiej i absolwentem Liceum Krzemienieckiego.
Karierę wojskową rozpoczął w 1815 roku. Wówczas wstąpił do 4 pułku strzelców konnych. W kolejnym roku przeniesiono go do baterii pozycyjnej artylerii konnej gwardii. Zaczął awansować. 18 grudnia 1828 roku wziął dymisję z Wojska Polskiego Królestwa Kongresowego w stopniu kapitana. 
Do powstania przyłączył się 5 maja 1831 roku. Wówczas został szefem sztabu generała Benedykta Kołyszki na Podolu. W Krasnosiółce zajmował się organizacją sił powstańczych. 11 maja 1831 roku wyruszył do Białej Cerkwi. W bitwie pod Daszowem, 14 maja 1831 roku dowodził tylną strażą. Wraz z 50 ludźmi osłaniał bezwładny odwrót. W dniach 17–19 maja 1831 roku bił się pod Tywrowem i Obodnem. 23 maja 1831 roku pod Majdankiem dowodził artylerią. Poprzez nieodpowiednie odpalenie jednej z armat stracił wzrok. W akcie desperacji popełnił samobójstwo za pomocą pistoletu.
Pozostawił żonę Faustynę Rokicką oraz czwórkę dzieci: dwie córki (Marię i Karolinę) i dwóch synów (Augusta i Tytusa). 